# Poraspis
Poraspis (лат., возможное русское название — порасписы) — род вымерших бесчелюстных из отряда циатаспидообразных подкласса разнощитковых. Ископаемые остатки нескольких видов данного рода найдены в слоях верхнего силура и нижнего девона Англии, Франции, Бельгии, Украины (Подолия), Норвегии (Шпицберген), Канады и запада США.

## История изучения
Типовой вид рода — Poraspis sericea — описан в 1873 году английским зоологом Э. Ланкестером под названием Holaspis sericeus по находке, сделанной в нижнедевонских отложениях южного Уэльса. Название рода оказалось преоккупированным (известен род ящериц Holaspis Gray, 1863, принадлежащий семейству Lacertidae), и в 1891 году английский палеонтолог А. Вудворд включил вид в состав рода Paleaspis. В 1930 году норвежский палеонтолог Й. Киер выделил данный вид (вместе с рядом других) в новый род Poraspis Kiaer, 1930.
В работе Киера 1932 года, опубликованной уже после смерти учёного, к видам рода были добавлены ещё несколько видов, выделенных по находкам на Шпицбергене, а сам род был включён в состав семейства Poraspididae Kiaer, 1932; вскоре состав рода был пополнен также видами, описанными по находкам из Подолии. Семейство Poraspididae принималось в системах А. Ромера (1945), Л. С. Берга (1955), Б. Тарло (1962), Д. В. Обручева (1964), Л. И. Новицкой (2004). В то же время в последние годы получил широкое распространение подход, предложенный в 1953 году Р. Денисоном, согласно которому этот же таксон рассматривается как подсемейство Poraspinae или Poraspidinae в составе семейства циатаспидовых (Cyathaspidae).

## Описание
Poraspis представляет собой бесчелюстное рыбообразное, голова и туловище которого покрыты панцирем из аспидина. Он достигал 8 см в длину, причём голова сверху была прикрыта сплошным щитом.
Восстановление внутренних органов животного — трудная задача, так как они давно вымерли, но кое-что можно определить по отпечаткам на панцире. Poraspis имел кожные зубы.
Некоторые учёные (в т. ч. Д. В. Обручев) предполагают наличие у него не покрытых панцирем личинок.

## Классификация
По данным сайта Paleobiology Database, на ноябрь 2019 года в род включают 9 вымерших видов:
- Poraspis brevis Kiaer & Heintz, 1935
- Poraspis cylindrica Kiaer & Heintz, 1935
- Poraspis elongatus Kiaer & Heintz, 1935
- Poraspis intermedia Kiaer & Heintz, 1935
- Poraspis magna Kiaer & Heintz, 1935
- Poraspis polaris Kiaer, 1930
- Poraspis rostrata Kiaer & Heintz, 1935
- Poraspis sericea (Lankester, 1873) [syn. Holaspis sericeus Lankester, 1873, Palaeaspis sericeus (Lankester, 1873)]
- Poraspis subtilis Kiaer & Heintz, 1935

Новицкая в работе 2004 года приводит другой список вымерших видов, указывая, что он неполный:
- Poraspis barroisi (Leriche, 1906)
- Poraspis brevis Kiaer & Heintz, 1935
- Poraspis polaris Kiaer, 1930
- Poraspis pompeckji (Brotzen, 1933)
- Poraspis rostrata Kiaer & Heintz, 1935
- Poraspis sericea (Lankester, 1873)typus
- Poraspis siemiradzkii (Zych, 1931)
- Poraspis simplex (Brotzen, 1933)
- Poraspis sturi (Alth, 1874)

В 2011 году описан новый вид по находкам в Канаде и на западе США: Poraspis thomasi Elliott & Petriello.